# ستانفورد مورس
ستانفورد مورس هو محامي وسياسي أمريكي، ولد في 31 مايو 1926 في غولفبورت في الولايات المتحدة، وتوفي في 28 فبراير 2002. نشط حزبياً في الحزب الجمهوري والحزب الديمقراطي. وقد انتخب عضو مجلس ولاية مسيسيبي ‏.